# Хатажукайское сельское поселение
Хатажукайское сельское поселение — муниципальное образование в составе Шовгеновского района Республики Адыгея Российской Федерации.
Административный центр — аул Пшичо.
Площадь — 117,1 км².

## Население
| 2002  | 2010  | 2011  | 2012  | 2013  | 2014  | 2015  |
| ----- | ----- | ----- | ----- | ----- | ----- | ----- |
| 3892  | ↗4104 | →4104 | ↘4079 | ↘4026 | ↘4005 | ↘3981 |
| 2016  | 2017  | 2018  | 2019  | 2020  | 2021  | 2023  |
| ↘3918 | ↘3863 | ↘3813 | ↗3862 | ↗3873 | ↘3750 | ↗3791 |
| 2024  |       |       |       |       |       |       |
| ↗3804 |       |       |       |       |       |       |

## Состав сельского поселения
| № | Населённый пункт | Тип населённого пункта      | Население |
| - | ---------------- | --------------------------- | --------- |
| 1 | Пшичо            | аул, административный центр | ↗1107     |
| 2 | Кабехабль        | аул                         | ↗854      |
| 3 | Хатажукай        | аул                         | ↗968      |
| 4 | Пшизов           | аул                         | ↗872      |
| 5 | Лесхозный        | посёлок                     | →3        |

## Национальный состав
По переписи населения 2010 года из 4 104 проживающих в сельском поселении, 4 076 человек указали свою национальность:
| Национальность | %       | Численность |
| -------------- | ------- | ----------- |
| Адыгейцы       | 96,00 % | 3 913       |
| Русские        | 1,89 %  | 77          |
| Татары         | 1,47 %  | 60          |
| Абхазы         | 0,25 %  | 10          |

По данным переписи населения 2021 года из 3750 проживающих в сельском поселении, 3702 человека указали свою национальность
:
| Народ           | Численность, чел. | Доля от населения, % |
| --------------- | ----------------- | -------------------- |
| Адыги (Черкесы) | 3 490             | 94,27 %              |
| Русские         | 140               | 3,78 %               |